# Magnetooptika
A magnetooptika a fizika azon részterülete, ami a mágneses tulajdonságú anyag illetve a mágneses térben lévő anyag és az elektromágneses hullám közötti kölcsönhatásokat vizsgálja. Ide tartozik a Faraday-effektus és a magnetooptikai Kerr-effektus. 
Először 1846-ban Faraday fedezte fel, hogy a ferromágneses anyagokon áthaladó fény polarizációja megváltozik. A jelenséget ezért róla nevezték el. 1877-ben John Kerr mágneses térben lévő kettőstörő kristályok felületéről visszaverődő fény polarizációs tulajdonságait vizsgálta. Később Jean Becquerel mágneses térbe helyezett paramágneses kristályokon áthaladó fény esetében tapasztalt hasonló jelenséget. Azóta a magnetooptikai jelenségek mind a tudományos kutatásban, mind a gyakorlati alkalmazásokban nagy szerepet játszanak.

## A magnetooptikai Kerr-effektus

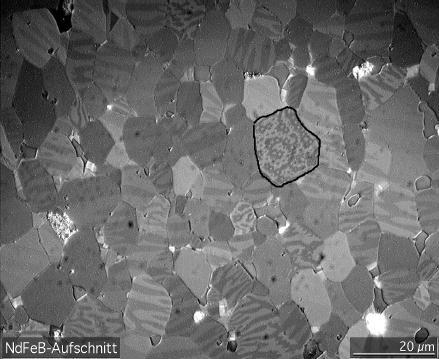
A magnetooptikai Kerr-effektuson alapuló Kerr-mikroszkóppal készített kép egy mágneses NdFeB polikristályról, melyen a kristályszemcséken belül a mágneses domének is láthatók.

A John Kerr skót fizikus által felfedezett magnetooptikai jelenség különbözik a szintén általa felfedezett elektrooptikai jelenségtől. Ez utóbbit hívják röviden Kerr-effektusnak.
A tapasztalatok szerint a mágneses anyagok felületéről visszaverődő fény elektromostérerősségének nagyságát és fázisát befolyásolja a felület mágneses jellege. Ezt nevezzük magnetooptikai Kerr-effektusnak (MOKE). A jelenség oka az, hogy az anizotrop mágneses anyagokban a dielektromos állandó (permittivitás, {\displaystyle \varepsilon }) irányfüggő. A {\displaystyle \mu } permeabilitással jellemezhető mágneses tulajdonságú anyagokban a fény terjedését jellemző fázissebesség a következő összefüggéssel adható meg:
{\displaystyle v_{p}={\frac {1}{\sqrt {\mu \varepsilon }}}}.
Így a dielektromos állandó irányfüggése miatt a fény terjedési sebessége az egyes irányokban más és más lesz. Mivel a különböző irányokban terjedő hullámkomponensek különböző sebességgel haladnak, köztük az anyagon való áthaladás közben fáziskülönbség lép fel. A hatás függ a hullám terjedési irányától és az anyag mágneses doménjeinek állásától, ezt használja ki a Kerr-mikroszkóp, mely segítségével a mágneses doménekről alkothatunk képet.

## Faraday-effektus

A polarizált fény polarizációsíkjának elfordulása a mágneses tér hatására.

A magnetooptikai Kerr-effektus során a mágneses anyag a róla visszaverődő fényre gyakorol hatást. Ezzel analóg módon a fényáteresztő mágneses anyagok a transzmittált fény intenzitására és fázisára is hatással lehetnek, amit Faraday-effektusnak nevezünk.
A Faraday-effektus következtében egy mágneses anyagban terjedő fény polarizációs síkja a mágneses tér hatására elfordul. Az elfordulás mértéke első közelítésben lineárisan függ a fény terjedésének irányába eső mágnesestér-komponens nagyságától. A {\displaystyle \beta } szögelfordulás a következő összefüggéssel adható meg:
{\displaystyle \beta =\nu Bd}, ahol
{\displaystyle \nu } az anyagra jellemző Verdet-állandó, {\displaystyle B} a közegben érvényes mágneses indukció, {\displaystyle d} a közeg azon vastagsága, melyen az elektromágneses hullám áthalad.
A tapasztalt polarizációsík-elfordulás egy szemléletes értelmezésében a polarizált hullámot két – jobbra és balra – cirkulárisan polarizált sugár szuperpozíciójaként fogjuk fel. Az ellentétesen forgó polarizációjú komponenseknek a mágneses tér jelenlétében különbözik a fázissebessége, így ezek szuperpozíciója az anyagon áthaladva már egy más síkban poláros hullám lesz. A közeg méretéből és a mérhető polarizációsík elfordulásból következtetni lehet az adott mágneses domén mágneses jellemzőire.

## A Faraday-effektus és az időtükrözés
A Faraday-effektusban lokálisan nem teljesül az időtükrözési szimmetria (azaz, ha csak a fényhullámot tekintjük). Például, ha egy anyagban a Faraday-effektus hatására egy fényhullám polarizációs síkja adott szöggel változik, a visszafelé indított hullám polarizációs síkja nem ezzel ellenkező, hanem azonos irányba fordul el. Ez olyan alkalmazásokat tesz lehetővé, mint a Faraday-hatáson alapuló optikai izolátorok és cirkulátorok, melyek például a mai optoelektronikai technológiában igen fontos elemek.